# Chapelle du Bélian de Mons
La chapelle du Bélian ou salle du Bélian est un ancien bâtiment religieux sis à Mons, en Belgique. Ancienne chapelle du refuge urbain des chanoinesses de l’abbaye de Bélian, le bâtiment est aujourd'hui sécularisé et fait partie du conglomérat des musées de Mons. Il reçoit différentes expositions.  
Le refuge urbain accueillait la communauté religieuse lorsque l'insécurité régnait dans la région. La chapelle qui date de 1775 est l’œuvre de l’architecte Emmanuel-Henri Fonson. Elle fut ensuite une banque, une école avant de devenir un institut d’architecture en 1976. Elle accueille actuellement différentes expositions.